# Versi maltusiani
I versi maltusiani furono una moda letteraria diffusa in Italia nei primi anni del Novecento dai futuristi che gravitavano attorno alla rivista Lacerba. 
Erano chiamati "maltusiani" con allusione scherzosa alle teorie dell'economista inglese Thomas Robert Malthus, sostenitore della necessità della limitazione delle nascite. Poiché allora il metodo anticoncezionale più diffuso era il coitus interruptus, i versi maltusiani hanno la caratteristica di interrompersi, troncando l'ultima parola dell'ultimo verso. 
Altra fonte di ispirazione era la cosiddetta anacreontica ingarrichiana, una tipologia di composizione poetica introdotta nella prima metà dell'Ottocento da Ferdinando Ingarrica, giudice della Napoli borbonica e poeta per diletto, che riusciva a raggiungere vertici di inconsapevole e involontario nonsense.

Scrittori come Giovanni Papini, Ardengo Soffici,  Filippo Tommaso Marinetti, Luciano Folgore o l'attore e drammaturgo Ettore Petrolini si dilettarono in questo tipo di componimento:
ch'ogni cosa agguanta e inguanta,
il pungetto bene impianta
ma si ferma sul più bel.»
(dal Almanacco Purgativo del 1914)
che ti burla in ton garbato,
poi ti dice: ti à piaciato?
se ti offendi se ne freg.»
(Ettore Petrolini)
che ci vanno tutti quanti,
i più bischeri e birbanti
vanno pure al minister.»
(dal Almanacco Purgativo del 1914)